# Pristimera celastroides
Pristimera celastroides är en benvedsväxtart som först beskrevs av Carl Sigismund Kunth, och fick sitt nu gällande namn av Albert Charles Smith. Pristimera celastroides ingår i släktet Pristimera och familjen Celastraceae. Inga underarter finns listade.